# ستينوبتيليا فريديلي
ستينوبتيليا فريديلي هي عثة تنتمي لِعائلة حاملات الريش. وهي مُتوطنة في المغرب.
يبلغُ طُول جناحيها 25 مم. ويُغطي اللَّون البني المُصفَّر أجنحتها الأمامية والخلفية.

## الاسم
سُميت العثة باسم جورج فريدل.